# Lista de curtas-metragens do Studio Ghibli

O logotipo do Studio Ghibli.

O Studio Ghibli é um estúdio de animação japonês fundando em 1985, ao longo dos anos o estúdio produziu vários longas-metragens aclamados pela crítica e alguns curtas-metragens especialmente para o Museu Ghibli, além de comerciais televisivos e videoclipes.

## Curtas-metragens
Os curtas-metragens produzidos pelo Studio Ghibli foram lançados na televisão, nos cinemas (com algum longa-metragem do estúdio), no Museu Ghibli em Mitaka, Tóquio, ou diretamente em home video.
| Nº | Título                                            | Diretor          | Lançamento           | Ref.  |
| --- | ------------------------------------------------- | ---------------- | -------------------- | ----- |
| 1 | Giburīzu (ギブリーズ)                             | Yoshiyuki Momose | 8 de abril de 2000   | [ 1 ] |
| Sinopse: O filme apresenta histórias engraçadas sobre a vida cotidiana fictícia dentro do Studio Ghibli. |                                                   |                  |                      |       |
| 2 | Firumu Guru Guru (フィルムぐるぐる)               | Hayao Miyazaki   | 2001—2008            | [ 3 ] |
| Sinopse: Nesta pequena série de curta-mensagens, composta por oito curtas, é apresentado vários personagens dos filmes do Studio Ghibli em rápidos momentos.                                                                            |                                                   |                  |                      |       |
| 3 | Giburīzu Episōdo 2 (ギブリーズ episode2)          | Yoshiyuki Momose | 20 de julho de 2002  | [ 1 ] |
| Sinopse: Nesta sequência de Giburīzu, um funcionário da equipe do Studio Ghibli se apaixona, enquanto, todos os seus colegas estão na hora extra do almoço.                                                                             |                                                   |                  |                      |       |
| 4 | Kūsō no Sora Tobu Kikaitachi (空想の空飛ぶ機械達) | Hayao Miyazaki   | 2 de outubro de 2002 | [ 5 ] |
| Sinopse: Hayao Miyazaki narra a história de um voo e de máquinas imaginárias de um porco humanóide. |                                                   |                  |                      |       |
| 5 | Taneyamagahara no Yoru (種山ヶ原の夜)             | Kazuo Oga        | 7 de julho de 2006   | [ 7 ] |
| Sinopse: Quatro trabalhadores esperam a noite ao redor de uma fogueira — três deles estão falando de coisas diferentes quando começam a ouvir ruídos estranhos — a conversa deles acorda um companheiro que rapidamente volta a dormir. |                                                   |                  |                      |       |
| 6 | Ibarādo Jikan (イバラード時間)                    | Naohisa Inoue    | 4 de julho de 2007   | [ 9 ] |
| Sinopse: O filme apresenta os acontecimentos simples no mundo Iblard, composta por curtas em sequência. |                                                   |                  |                      |       |

### Curtas-metragens para o Museu Ghibli
| Nº | Título                                    | Diretor           | Lançamento             | Ref.   |
| --- | ----------------------------------------- | ----------------- | ---------------------- | ------ |
| 1 | Kujiratori (くじらとり)                   | Hayao Miyazaki    | 2001                   | [ 10 ] |
| Sinopse: Na escola, um grupo de crianças imaginam que estão em um barco no meio do oceano, e a imaginação acaba se tornando realidade. |                                           |                   |                        |        |
| 2 | Koro no Daisanpo (コロの大さんぽ)         | Hayao Miyazaki    | 2002                   | [ 11 ] |
| Sinopse: O cachorro de Sawako, Koro, foge de casa e vive algumas aventuras na cidade, após isso, o cachorro é encontrado por um ciclista que acaba cuidando dele até o dia seguinte, Koko retorna ao seu bairro e se reencontra com sua dona. |                                           |                   |                        |        |
| 3 | Mei to Konekobasu (めいとこねこバス)      | Hayao Miyazaki    | 2002                   | [ 12 ] |
| Sinopse: Mei Kusakabe e o seu amigo Kittenbus, do filme Tonari no Totoro (1988), vivem uma incrível aventura noturna na floresta onde encontram-se com Totoro.                                                                                |                                           |                   |                        |        |
| 4 | Yadosagashi (やどさがし)                  | Hayao Miyazaki    | 3 de janeiro de 2006   | [ 13 ] |
| Sinopse: A jovem Fuki embarca em uma jornada à procura de um novo lar, no caminho ela faz várias amizades. |                                           |                   |                        |        |
| 5 | Hoshi o Katta Hi (星をかった日)           | Hayao Miyazaki    | 3 de janeiro de 2006   | [ 14 ] |
| Sinopse: Nono é um menino que vive no campo e ganha a vida vendendo legumes, um dia dois estranhos oferecem-lhe uma semente em troca dos seus legumes.                                                                                        |                                           |                   |                        |        |
| 6 | Mizugumo Monmon (水グモもんもん)          | Hayao Miyazaki    | 3 de janeiro de 2006   | [ 15 ] |
| Sinopse: Uma aranha-de-água está apaixonada por um inseto, embora ela esteja com medo, o inseto se acostuma com a sua presença. |                                           |                   |                        |        |
| 7 | Chūzumō (ちゅうずもう)                    | Akihiko Yamashita | 3 de janeiro de 2010   | [ 16 ] |
| Sinopse: Um casal de idosos ajudam alguns ratos que praticam sumô, e como forma de agradecimento, um dos ratos dá ao casal ouro para viverem pelo resto de suas vidas.                                                                        |                                           |                   |                        |        |
| 8 | Pandane to Tamago Hime (パン種とタマゴ姫) | Hayao Miyazaki    | 20 de novembro de 2010 | [ 17 ] |
| Sinopse: A bruxa Baba Yaga mantém sua criada, a Princesa dos Ovos, confinada e a obriga a fazer duras tarefas diárias ao redor do moinho, uma noite, uma grande bola de massa amassada ganha vida e se torna amigo da princesa.               |                                           |                   |                        |        |
| 9 | Takara-sagashi (たからさがし)             | —                 | 4 de junho de 2011     | [ 16 ] |
| Sinopse: A bruxa Baba Yaga mantém sua criada, a Princesa dos Ovos, confinada e a obriga a fazer duras tarefas diárias ao redor do moinho, uma noite, uma grande bola de massa amassada ganha vida e se torna amigo da princesa.               |                                           |                   |                        |        |
| 10 | Kemushi no Boro (毛虫のボロ)              | Hayao Miyazaki    | 21 de março de 2018    | [ 16 ] |
| Sinopse: A lagarta Boro acaba de chocar de seu ovo em meio a grama, saindo e ficando fascinada com a luz do sol, com o ar e com a água. Ela parte para explorar o mundo das lagartas ao seu redor, encontrando tanto amigos quanto inimigos.  |                                           |                   |                        |        |

### Outros
| Título | Diretor        | Lançamento          | Ref.   |
| --- | -------------- | ------------------- | ------ |
| Giant God Warrior Appears in Tokyo (巨神兵東京に現わる, Kyoshinhei Tôkyô ni arawaru)                                                                                       | Shinji Higuchi | 10 de julho de 2012 | [ 18 ] |
| Sinopse: Curta-metragem produzido pelo Studio Ghibli em co-produção com o estúdio Khara, que foi lançado no Japão junto com Rebuild of Evangelion 3.0: You Can (Not) Redo. |                |                     |        |

## Outras produções

### Comercias televisivos
| Nandarō (なんだろう) | Hayao Miyazaki   | Novembro de 1992       |
| Informações: Nandarō foi uma série de comerciais televisivos para a Nippon TV criados por Hayao Miyazaki no Studio Ghibli, os comerciais foram exibidos pela primeira vez durante o mês de novembro de 1992, com uma duração de cinco ou quinze segundos. |                  |                        |
| Sora Iro no Tane (そらいろのたね) | Hayao Miyazaki   | 23 de dezembro de 1992 |
| Informações: Como parte do 40º aniversário da Nippon Television, três episódios curtos de 30 segundos baseado em Sora Iro no Tane foram produzidos pelo Studio Ghibli, os episódios foram dirigidos por Hayao Miyazaki, com música de Shigeru Nagata.     |                  |                        |
| Sutajio Jiburi Genga-ten (Exposition Studio Ghibli) | Yoshifumi Kondō  | 1996                   |
| Informações: Comercial criado para promover a exposição de desenhos originais do Studio Ghibli. |                  |                        |
| Hotaru no Haka (火垂るの墓) | Yoshifumi Kondō  | 1996                   |
| Informações: Comercial criado para anunciar a transmissão de Hotaru no Haka na televisão. |                  |                        |
| Kinyō Roadshow Opening | Yoshifumi Kondō  | 1997                   |
| Informações: Comercial utilizado para anunciar o programa homônimo da Nippon Television. |                  |                        |
| Onrain Shoppingu Mooru Shop-One | Yoshiyuki Momose | 2000                   |
| Informações: Comercial feito para a divulgação do website japonês Shop-One. |                  |                        |
| Umacha | Osamu Tanabe     | 2001                   |
| Informações: Comercial divido em dois e transmitidos em 2001, para a marca de chá gelado do grupo Asahi. |                  |                        |
| Ingressos para o Museu Ghibli | Hayao Miyazaki   | 2001                   |
| Informações: Comercial criado para a promoção das lojas Lawson com ingressos exclusivos para o Museu Ghibli. |                  |                        |
| Ingressos para Sen to Chihiro no Kamikakushi | Hayao Miyazaki   | 2001                   |
| Informações: Comercial criado para a divulgação de ingressos do filme Sen to Chihiro no Kamikakushi, pelas lojas Lawson. |                  |                        |
| Lançamento do DVD de Sen to Chihiro no Kamikakushi | Osamu Tanabe     | 2002                   |
| Informações: Comercial criado para o lançamento em DVD do filme Sen to Chihiro no Kamikakushi, pelas lojas Lawson. |                  |                        |
| Neko no Ongaeshi (猫の恩返し) | —                | 2002                   |
| Informações: Anúncio publicitário para House Foods, em divulgação ao lançamento de Neko no Ongaeshi. |                  |                        |
| Resona Bank | —                | 2003                   |
| Informações: Série de comerciais divididos em três curtas, criados para a rede bancária de Resona Bank. |                  |                        |
| Campanha de verão | Hayao Miyazaki   | 2003                   |
| Informações: Série de comercial dividido em quatro curtas e veiculados durante o verão de 2003, para a House Foods. |                  |                        |
| Campanha de inverno | Yoshiyuki Momose | 2004                   |
| Informações: Série de comercial dividido em dois curtas e veiculados durante o inverno de 2004, para a House Foods. |                  |                        |
| KNB (Kita Nihon Broadcasting) | Shinji Hashimoto | 2004                   |
| Informações: Série de comercial dividido em três curtas para o canal de TV KNB. |                  |                        |
| Yomiuri Shimbun | Shinji Hashimoto | 2005                   |
| Informações: Comercial criado para o 130º aniversário do jornal Yomiuri Shimbun. |                  |                        |
| Nisshin Seifun | Goro Miyazaki    | 2010                   |
| Informações: Comercial publicitário criado para o 110º aniversário do grupo de alimentos Nisshin Seifun. |                  |                        |
| Nisshin Seifun | —                | 2012                   |
| Informações: Segundo comercial para a Nisshin Seifun apresentando o gato Konyara de Toshio Suzuki. |                  |                        |
| Nisshin Seifun | —                | 2015                   |
| Informações: Terceiro comercial para a Nisshin Seifun apresentando o gato Konyara de Toshio Suzuki. |                  |                        |
| Bandai Namco Entertainment | Katsuya Kondō    | 2015                   |
| Informações: Comercial feito para a divulgação dos videogames produzidos pela Bandai Namco Entertainment. |                  |                        |
| Tonari no Onigiri-kun (となりのおにぎり君) | Katsuya Kondō    | 2016                   |
| Informações: Comercial desenvolvido para a fabricante de chá engarrafado Ito En Company. |                  |                        |
| Machi no Hotto Sutēshon | —                | 2020                   |
| Informações: Comercial feito para as lojas Lawson. |                  |                        |

### Videoclipes
| Título                                                   | Intérprete(s) | Diretor          | Lançamento             | Ref.   |
| -------------------------------------------------------- | ------------- | ---------------- | ---------------------- | ------ |
| On Your Mark (ジブリ)                                    | Chage & Aska  | Hayao Miyazaki   | 15 de julho de 1995    | [ 22 ] |
| Portable Airport (ポータブル空港, Portable Kuukou)       | Capsule       | Yoshiyuki Momose | 2004                   | [ 21 ] |
| Space station No. 9                                      | Capsule       | Yoshiyuki Momose | 2005                   | [ 21 ] |
| Flying City Plan (空飛ぶ都市計画, Soratobu Toshikeikaku) | Capsule       | Yoshiyuki Momose | 2005                   | [ 21 ] |
| Dore Dore no uta (どれどれの唄)                          | Meiko Haigō   | Osamu Tanabe     | 16 de novembro de 2006 | [ 21 ] |
| Piece                                                    | Yui Aragaki   | Yoshiyuki Momose | 2009                   | [ 21 ] |